# Абрахамс, Джим
Джим Абрахамс (англ. Jim Abrahams; полное имя — James Steven Abrahams; 10 мая 1944 — 26 ноября 2024) — американский режиссёр, сценарист и продюсер.
Известен прежде всего как автор кинопародий на голливудский мейнстрим, созданных в соавторстве с братьями Дэвидом и Джерри Цукерами: «Аэроплан!», «Совершенно секретно!», а также самостоятельной дилогией «Горячие головы!».

## Биография
Родился 10 мая 1944 года в Шорвуде (штат Висконсин, США) в еврейской семье юриста Нормана Сидни Абрахамса и учёного в области педагогики Луизы Миллер Огенс.
У Джима есть две сестры — Элис Грюнберг и Джейн Бутнофф.
Абрахамс учился в Висконсинском университете в Мадисоне, где познакомился с братьями Дэвидом и Джерри Цукерами.
В 1971 году вместе с ними создал в Мадисоне театральную труппу «The Kentucky Fried Theater», где троица занималась созданием пародийных и сатирических скетчей.
В 1972 году творческое трио переехало в Лос-Анджелес, где они написали сценарий к комедии «Солянка по-кентуккийски» (1977), доверив режиссуру своего первого фильма Джону Лэндису. В этой ленте они пародировали фильмы, телевидение, рекламу и многое другое. Фильм имел неожиданно большой успех, который позволил творческому союзу закрепиться в Голливуде и получить карт-бланш на создание последующих комедий.
Дальнейшие работы этой группы, поставленные в сатирическом ключе и пародирующие картины популярных жанров — «фильмы-катастрофы», шпионские и полицейские картины, военные боевики — приобрели немалую популярность. Так пародийная комедия «Аэроплан!», в которой Абрахамс выступил как сорежиссёр, сосценарист и сопродюсер, смогла 28 раз окупить себя в прокате, удостоилась восторженных откликов критики и даже была включена в Национальный реестр фильмов, как фильм, оказавший серьёзное влияние на жанр, искусство и культуру в целом. Следующие ленты троицы также со временем были признаны культовыми: «Совершенно секретно!», «Безжалостные люди» и сериал «Полицейский отряд!». Своего апогея творчество Ц-А-Ц достигло в пародийной трилогии «Голый пистолет», в которой с особым цинизмом насмехались над полицейскими боевиками и вообще криминальным жанром. В серии этих фильмов Абрахамс выступал в качестве сценариста и исполнительного продюсера, тогда как постановкой занимались Дэвид Цукер и Питер Сигал.
Как и его партнёры, Джим Абрахамс уже в конце 80-х начал заниматься «сольной» карьерой, поставив как режиссёр фильм «Большой бизнес» (1988) и выступив исполнительным продюсером ленты Джона Уотерса «Плакса» (1990).
Наибольшего сольного успеха он достиг, поставив две части признанной классики пародийного жанра «Горячие головы!», имевшие огромный финансовый успех, сравнимый с успехом лучших работ, созданных им в соавторстве с Цукерами. Последний раз в качестве режиссёра Абрахамс выступил в 1998, сняв комедию «Мафия!», наполнив грубовато-абсурдным юмором сюжет трилогии «Крёстный отец». Однако этот фильм не снискал столь громкого успеха, как предыдущие ленты признанного классика комедии.
В 2006 году выступил в качестве сценариста к пародийной комедии Дэвида Цукера «Очень страшное кино 4».
Вместе со своей женой являлся соучредителем фонда «The Charlie Foundation», помогающего лечить детскую эпилепсию с помощью кетогенной диеты.

### Смерть
Скончался 26 ноября 2024 года в возрасте 80 лет в своём доме в Санта-Монике, штат Калифорния. Причиной смерти стала лейкемия, которой режиссёр страдал в течение 20 лет..

## Личная жизнь
В 1976 году Абрахамс женился на Нэнси Кокуццо.
В браке родилось трое детей: сыновья Джозеф и Чарли, а также дочь Джейми. Младший сын Чарли в 11 месяцев заболел эпилепсией, которую удалось побороть с помощью кетогенной диеты. На момент смерти у Абрахамса было трое внуков — Калеб, Джеймс и Айзек.

## Фильмография

### Кинематограф
| Год  | Фильм                                  | Режиссёр | Сценарист | Исполнительный продюсер | Актёр | Роль                                            | Примечания                                 |
| ---- | -------------------------------------- | -------- | --------- | ----------------------- | ----- | ----------------------------------------------- | ------------------------------------------ |
| 1977 | Солянка по-кентуккийски                |          | Да        |                         | Да    | Техник в телевизоре Ведущий передачи «Зал суда» | Скетч «Новости очевидцев» Скетч «Зал суда» |
| 1980 | Аэроплан!                              | Да       | Да        | Да                      | Да    | Религиозный фанатик                             | Предлагает помочь «Детям Джерри»           |
| 1984 | Совершенно секретно!                   | Да       | Да        | Да                      | Да    | Немецкий солдат в комнате с пропеллерами        | Появляется в кадре вместе с братьями Цукер |
| 1986 | Безжалостные люди                      | Да       |           |                         |       |                                                 |                                            |
| 1988 | Большой бизнес                         | Да       |           |                         |       |                                                 |                                            |
| 1988 | Поездка в Америку                      |          |           |                         | Да    | Лицо на полу в комнате                          |                                            |
| 1988 | Голый пистолет                         |          | Да        | Да                      |       |                                                 |                                            |
| 1990 | Плакса                                 |          |           | Да                      |       |                                                 |                                            |
| 1990 | Добро пожаловать домой, Рокси Кармайкл | Да       |           |                         |       |                                                 |                                            |
| 1991 | Оскар                                  |          |           |                         | Да    | Почтальон                                       | В титрах не указан                         |
| 1991 | Горячие головы!                        | Да       | Да        |                         |       |                                                 |                                            |
| 1991 | Голый пистолет 2½: Запах страха        |          |           | Да                      |       |                                                 |                                            |
| 1993 | Горячие головы! Часть вторая           | Да       | Да        |                         |       |                                                 |                                            |
| 1994 | Голый пистолет 33⅓: Последний выпад    |          |           | Да                      |       |                                                 |                                            |
| 1998 | Мафия!                                 | Да       | Да        |                         | Да    | Посетитель ресторана                            | Камео (в титрах не указан)                 |
| 2006 | Очень страшное кино 4                  |          | Да        |                         |       |                                                 |                                            |

### Телевидение
| Год  | Название                                  | Режиссёр   | Сценарист  | Продюсер               | Актёр      | Роль     | Примечания |
| ---- | ----------------------------------------- | ---------- | ---------- | ---------------------- | ---------- | -------- | --- |
| 1972 | Вечернее шоу Джонни Карсона               |            |            |                        | Да (1 эп.) | Участник | В составе комик-трио Kentucky Fried Theater                                                                                  |
| 1974 | Полуночный выпуск                         |            |            |                        | Да (1 эп.) | Участник | В составе комик-трио Kentucky Fried Theater                                                                                  |
| 1976 | Большой Джон, Маленький Джон              |            | Да (1 эп.) |                        |            |          | Эпизод «Абракадабра» |
| 1982 | Полицейский отряд!                        | Да (1 эп.) | Да (1 эп.) | Исполнительный (6 эп.) |            |          | Создатель и исполнительный продюсер всех шести эпизодов Режиссёр и сценарист эпизода «Большой подарок (Нарушенное обещание)» |
| 1994 | Введение в кетогенную диету               | Да         |            |                        |            |          | Документальный фильм |
| 1997 | Не навреди                                | Да         |            | Исполнительный         |            |          | Телефильм |
| 2018 | Голос эпилепсии                           |            |            | Исполнительный         |            |          | Документальный фильм |
| 2019 | Поздний вечер в Берлине                   |            |            | Креативный (1 эп.)     |            |          | Ток-шоу; 42-й эпизод |
| 2022 | Время побеждать: Расцвет династии Лейкерс |            |            |                        | Да (1 эп.) | Камео    | Эпизод «Лебедь» |
| 2023 | Рак / Эволюция                            |            |            | Исполнительный (2 эп.) |            |          | Документальный мини-сериал                                                                                                   |

Также являлся производственным консультантом телефильма «Наша планета сегодня» (1987).

## Награды и номинации
| Год  | Премия                                    | Фильм / Сериал     | Категория                               | Результат |
| ---- | ----------------------------------------- | ------------------ | --------------------------------------- | --------- |
| 1981 | Премия Гильдии сценаристов США            | Аэроплан!          | Лучший адаптированный сценарий          | Победа    |
| 1981 | Премия Британской Академии в области кино | Аэроплан!          | Лучший сценарий                         | Номинация |
| 1982 | Прайм-таймовая премия «Эмми»              | Полицейский отряд! | Лучший сценарий комедийного телесериала | Номинация |
| 1989 | Премия ShoWest                            | Голый пистолет     | Комедиограф года                        | Победа    |
| 2004 | Режиссёрская премия AFI                   |                    | За вклад в жанр комедии                 | Победа    |